# JJ Lehto
JJ Lehto właśc., Jyrki Juhani Järvilehto (ur. 31 stycznia 1966 w Espoo) – fiński kierowca Formuły 1.
W swojej karierze m.in. zaliczył 70 startów w wyścigach Formuły 1 oraz wygrał dwukrotnie wyścig 24h Le Mans.

## Kariera

### Początki kariery
Już w wieku 5 lat rozpoczął starty w kartingu. W połowie lat 80. XX wieku występował w Formule Ford – najpierw w fińskiej, a następnie brytyjskiej i w obu zdobył tytuł mistrzowski. Kolejnym krokiem w karierze były starty w 1988 roku w Brytyjskiej Formule 3 w zespole Pacific Racing. Już w pierwszym sezonie startów został mistrzem, wygrywając 8 wyścigów po drodze do tytułu. W kolejnym sezonie nadal był kierowcą zespołu Pacific Racing, ale startował już w Formule 3000. Sezon nie był już tak udany jak poprzednie, trzykrotnie dojeżdżał w pierwszej szóstce, ale ani razu nie stanął na podium, co dało w efekcie 13. miejsce na koniec sezonu. Nie wystartował też w ostatnim wyścigu sezonu, ponieważ był już wtedy kierowcą Formuły 1.

### Formuła 1
W trakcie sezonu 1989 testował dla zespołu Ferrari, ale możliwość startów pojawiła się pod koniec roku zespole Onyx Grand Prix, który na cztery wyścigi przed końcem sezonu zwolnił Bertranda Gachota. W kolejnym sezonie Lehto kontynuował starty w brytyjskiej ekipie, jednak problemy finansowe spowodowały, że latem 1990 roku zespół wycofał się z Formuły 1. W latach 1991–1992 startował we włoskiej ekipie Scuderia Italia w której historii startów w F1 był jedynym kierowcą spoza Włoch. W 1993 roku jeździł dla zespołu Sauber. Rok później przeszedł do zespołu Benetton w którym jego partnerem zespołowym był Michael Schumacher. W 1994 roku podczas feralnego Grand Prix San Marino był zaangażowany w incydent z Portugalczykiem Pedro Lamy jadącym w Lotusie. Już na starcie tego wyścigu bolid Lehto zgasł, po czym na jego bolid najechał przy prędkości ponad 200 km/h Lamy. Obaj kierowcy nie odnieśli poważnych obrażeń, jednak koło w samochodzie Portugalczyka przeskoczyło na płot i raniło 9 kibiców. Następnie w tym sezonie na dwa wyścigi zastępował zawieszonego za incydenty podczas Grand Prix Wielkiej Brytanii Michaela Schumachera. Później wrócił do zespołu Sauber, gdzie występował w dwóch ostatnich wyścigach sezonu. Po 1994 roku nie pojawił się już więcej na torach Formuły 1.

## Starty w karierze
| Sezon | Seria               | Zespół           | Starty | PP | Zwyc. | Punkty | Pozycja |
| ----- | ------------------- | ---------------- | ------ | -- | ----- | ------ | ------- |
| 1988  | Brytyjska Formuła 3 | Pacific Racing   | 18     | 6  | 8     | 113    | 1.      |
| 1989  | Formuła 3000        | Pacific Racing   | 8      | 0  | 0     | 6      | 13.     |
| 1989  | Formuła 1           | Onyx Grand Prix  | 2      | 0  | 0     | 0      | –       |
| 1990  | Formuła 1           | Onyx Grand Prix  | 5      | 0  | 0     | 0      | –       |
| 1991  | Formuła 1           | Scuderia Italia  | 16     | 0  | 0     | 4      | 12.     |
| 1992  | Formuła 1           | Scuderia Italia  | 16     | 0  | 0     | 0      | –       |
| 1993  | Formuła 1           | Sauber           | 16     | 0  | 0     | 5      | 13.     |
| 1994  | Formuła 1           | Benetton, Sauber | 8      | 0  | 0     | 1      | 24.     |